# 양정모 (레슬링인)
양정모(梁正模, 1953년 1월 22일~)는 대한민국의 레슬링 선수, 지도자이다. 1976년 하계 올림픽에서 남자 자유형 페더급 금메달을 획득하여 대한민국 선수로는 최초로 올림픽 금메달을 획득한 선수가 되었다. 또한 세계 선수권 대회에서 은메달 1개, 동메달 1개, 아시안 게임에서 금메달 2개, 아시아 선수권 대회에서 동메달 1개를 획득했다.

## 생애
양정모는 1953년 1월 22일에 부산에서 태어났다. 본관은 남원이다.
1976년 제 21회 캐나다 몬트리올 올림픽레슬링 경기 자유형 62kg급에서 우승해 대한민국이 광복 후 참가한 올림픽 경기로는 처음으로 금메달을 땄다.
1974년에 이어 1978년 아시안 게임 레슬링 경기에서도 우승해 2회 연속 금메달을 차지했으며, 1975년 세계선수권대회 자유형 62kg급 3위, 1978년 세계 선수권 대회 준우승 등 경력이 화려하다.
1988년 9월 17일 서울올림픽 개막행사 때 대회기가운반하여 올림픽기를 들고 관중들에게 손을 흔드는 적이 있으나, 현재 한국조폐공사 레슬링부 감독으로 후진을 양성하고 있다.
한편, 앞서 본 것처럼 대한민국이 광복 후 참가한 올림픽 경기로는 처음으로 금메달을 따(76년 21회 몬트리올 올림픽) 1973년 시행된 병역특례제 첫 수혜자가 됐는데  처음 시행 당시 올림픽-세계선수권대회-유니버시아드대회-아시안게임-아시아선수권대회에서 동메달 이상을 따거나 한국체대 졸업 성적이 상위 10% 이내면 병역혜택을 받았지만 선수 기량 향상과 입상자 급증 때문에 1990년 4월부터 올림픽 동메달 이상 - 아시안게임 우승으로 특례 대상이 축소됐다.